# 1. FC Saarbrücken
Der 1. Fußball-Club Saarbrücken e. V. (kurz 1. FC Saarbrücken) ist ein Sportverein aus der saarländischen Landeshauptstadt Saarbrücken. Die Fußballmannschaft des ursprünglich 1903 als der Fußballabteilung des TV 1876 Malstatt in Malstatt gegründeten Vereines, der zwischen 1909 und 1945 unter dem Namen FV Saarbrücken antrat, zählte ab den 1930er Jahren zu den deutschen Spitzenvereinen, wurde 1943 und 1952 Vizemeister und war 1963 eines von 16 Gründungsmitgliedern der Fußball-Bundesliga. Mit 12.000 Mitgliedern (Stand: 27. November 2024) gehört er zu den mitgliederstärksten Sportvereinen Deutschlands. Seit 1964 pendelt die Mannschaft zwischen der ersten und fünften Spielklasse. Seit Sommer 2020 spielt sie in der 3. Liga.
Die Frauenmannschaft, die insgesamt 16 Jahre lang der Bundesliga angehörte, spielt seit dem Abstieg aus der 2. Bundesliga 2021 in der Fußball-Regionalliga Südwest. 2008 erreichte sie das DFB-Pokalfinale.
Im Verein gibt es noch eine Handballabteilung.
Die Tischtennisabteilung gründete 2011 mit dem 1. FC Saarbrücken-Tischtennis einen eigenständigen Verein und spielt seit 2009 in der Bundesliga.
Der Klub wird auch de FC oder die Molschder genannt.

## Geschichte
Der Verein wurde am 18. April 1903 im Saarbrücker Stadtteil Malstatt als Fußballabteilung des TV 1876 Malstatt gegründet. Nach Abspaltung der Fußballabteilung erfolgte 1907 eine Neugründung als FV Malstatt-Burbach. Am 1. April 1909 wurde der Verein in FV Saarbrücken umbenannt. Von 1943 bis 1945 bildete der Verein gemeinsam mit dem SC Altenkessel die Kriegsspielgemeinschaft Saarbrücken. Nach der Auflösung am 25. November 1945 wurde der Verein am selben Tag unter dem Namen 1. FC Saarbrücken neu gegründet.
Ende April 1947 trat Stade de Reims zum Freundschaftsspiel auf dem Kieselhumes an (3:5 vor 25.000 Zuschauern); es war – in Anwesenheit des FIFA-Präsidenten – das erste internationale Spiel im Saarland nach Kriegsende. Zwischen 1948 und 1951 war der 1. FC dem Bereich des französischen Fußballverbandes (FFF) zugeordnet, spielte ein Jahr lang – außer Konkurrenz – in der Division 2 und wurde entsprechend als FC Sarrebruck bezeichnet.

### Sportliche Entwicklung

#### Vor 1945

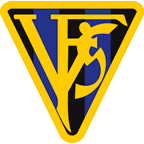
Wappen des FV Saarbrücken

Obwohl er Anfang der 1930er Jahre zu den südwestdeutschen Spitzenmannschaften gezählt und sich noch 1931 und 1932 für die süddeutsche Endrunde qualifiziert hatte, verpasste der FV Saarbrücken aufgrund eines fünften Platzes 1933 die Qualifikation für die neue Gauliga Südwest. Erst 1935 gelang dem FV Saarbrücken erstmals der Sprung in die neue oberste Spielklasse. Ab 1939 spielte der Verein in der Staffel Saarpfalz der Gauliga Südwest und wurde dort 1941 erstmals Staffelmeister. Im Endspiel um die Südwestmeisterschaft unterlagen die Saarbrücker jedoch Kickers Offenbach (2:2 und 2:3) und waren somit nicht für die Endrunde um die deutsche Meisterschaft qualifiziert. Zwei Jahre später gewann der Verein die Gaumeisterschaft im Gau Westmark und nahm erstmals an der Endrunde um die deutsche Meisterschaft teil. Dort besiegten die Saarländer unter anderen den VfR Mannheim und First Vienna FC  und erreichten das Finale in Berlin. Im Endspiel unterlag der FVS zwar dem Dresdner SC deutlich mit 0:3, die deutsche Vizemeisterschaft des Jahres 1943 ist dennoch einer der bis heute größten Erfolge der Vereinsgeschichte. Nachdem das Vereinsheim des FV Saarbrücken durch einen Bombentreffer zerstört worden war, spielte die Mannschaft in der Runde 1943/44 in einer Kriegsspielgemeinschaft mit dem SC Altenkessel und konnte den Gaumeistertitel verteidigen, drang in der Endrunde bis ins Viertelfinale vor, scheiterte dort aber am 1. FC Nürnberg.

#### 1945 bis zur Rückkehr in den deutschen Ligafußball
| Saison  | Liga                          | Level | Platz | Tore  | Punkte |
| ------- | ----------------------------- | ----- | ----- | ----- | ------ |
| 1945/46 | Oberliga Südwest-Nord         | I     | 1.    | 67:16 | 31:5   |
| 1946/47 | Oberliga Südwest-Nord         | I     | 3.    | 30:20 | 16:12  |
| 1947/48 | Oberliga Südwest-Nord         | I     | 2.    | 73:22 | 43:9   |
| 1948/49 | 2. französische Division      | II    | (1.)  |       |        |
| 1949/50 | Internationaler Saarlandpokal |       |       |       |        |
| 1950/51 | Internationaler Saarlandpokal |       |       |       |        |

Nach dem Krieg startete der 1. FC Saarbrücken zunächst in der Oberliga Südwest-Nord und spielte dort drei Jahre lang recht erfolgreich. 1946 gewannen die Saarländer gegen den SV Rastatt (4:4 und 5:0) die Südwestmeisterschaft und damit die Französische Zonenmeisterschaft. 1948 musste der saarländische Fußball das deutsche Ligasystem verlassen. Da der Verein sich für die Ehrenliga des Saarlandes zu stark fühlte, bewarb er sich beim französischen Fußballverband um eine Teilnahme am Spielbetrieb. Nach zähen Verhandlungen durften die Saarbrücker schließlich mit Gastrecht 1948/49 in der 2. französischen Division als FC Sarrebruck antreten. Die Partien der Saarländer wurden nicht gewertet, auch in der Tabelle wurde der Verein nicht geführt; inoffizielle Fassungen sehen die Saarbrücker mit unterschiedlich vielen Punkten Vorsprung vor Girondins Bordeaux als Tabellenersten. Der Aufstieg in die erste französische Liga wurde dem FCS jedoch verwehrt, vielmehr wurde Saarbrücken aus dem französischen Ligabetrieb ausgeschlossen und so trug er von 1949 bis 1951 nur Freundschaftsspiele um den sog. Internationalen Saarlandpokal aus, den er trotz starker internationaler Konkurrenz gewann. Unter anderem gelang dem FCS als erster deutschen Mannschaft ein Sieg über Real Madrid (4:0). Der FCS entwickelte sich durch diese vielen Privat- und Freundschaftsspiele zu einem internationalen Zugpferd für andere Vereine und erhielt vom damaligen FIFA-Präsidenten Jules Rimet das Prädikat: „interessanteste Fußballmannschaft Europas“.

#### 1951 bis zur Gründung der Bundesliga 1963
| Saison  | Liga             | Level | Platz | Tore  | Punkte |
| ------- | ---------------- | ----- | ----- | ----- | ------ |
| 1951/52 | Oberliga Südwest | I     | 1.    | 80:27 | 50:10  |
| 1952/53 | Oberliga Südwest | I     | 3.    | 89:39 | 46:14  |
| 1953/54 | Oberliga Südwest | I     | 5.    | 80:53 | 34:26  |
| 1954/55 | Oberliga Südwest | I     | 3.    | 82:51 | 41:19  |
| 1955/56 | Oberliga Südwest | I     | 3.    | 88:53 | 39:21  |
| 1956/57 | Oberliga Südwest | I     | 2.    | 91:41 | 41:19  |
| 1957/58 | Oberliga Südwest | I     | 8.    | 65:54 | 31:29  |
| 1958/59 | Oberliga Südwest | I     | 4.    | 85:55 | 38:22  |
| 1959/60 | Oberliga Südwest | I     | 3.    | 65:39 | 39:21  |
| 1960/61 | Oberliga Südwest | I     | 1.    | 71:40 | 42:18  |
| 1961/62 | Oberliga Südwest | I     | 3.    | 79:44 | 42:18  |
| 1962/63 | Oberliga Südwest | I     | 5.    | 80:41 | 40:20  |

Zurück im deutschen Ligasystem wurde der FCS in der Saison 1951/52 sofort Meister der Oberliga Südwest. In der Endrunde um die deutsche Meisterschaft 1952 erreichte der FCS mit tollem Offensivfußball das Finale, das er gegen den VfB Stuttgart knapp mit 2:3 verlor.
In den folgenden Jahren belegte der Verein in der Oberliga weiterhin vordere Positionen, für die Qualifikation zur Endrunde reichte es noch zwei Mal. Nach dem zweiten Platz 1957 und der Meisterschaft 1961 waren die Saarbrücker in den Endrundenspielen jedoch jeweils chancenlos.
In der Saison 1955/56 nahmen sie als Vertreter des zu dieser Zeit eigenständigen Saarländischen Fußballverbandes am Europapokal der Landesmeister teil. Dort gewann der FCS in der ersten Runde beim AC Mailand mit 4:3, schied aber durch eine 1:4-Heimniederlage aus.

#### Gründung von Bundesliga und 2. Bundesliga (1963–1974)
| Saison  | Liga                 | Level | Platz | Tore  | Punkte |
| ------- | -------------------- | ----- | ----- | ----- | ------ |
| 1963/64 | Bundesliga           | I     | 16.   | 44:72 | 17:43  |
| 1964/65 | Regionalliga Südwest | II    | 01.   | 92:33 | 58:10  |
| 1965/66 | Regionalliga Südwest | II    | 02.   | 89:40 | 40:20  |
| 1966/67 | Regionalliga Südwest | II    | 02.   | 77:31 | 44:16  |
| 1967/68 | Regionalliga Südwest | II    | 05.   | 55:37 | 34:26  |
| 1968/69 | Regionalliga Südwest | II    | 03.   | 71:28 | 41:19  |
| 1969/70 | Regionalliga Südwest | II    | 06.   | 47:31 | 32:28  |
| 1970/71 | Regionalliga Südwest | II    | 04.   | 61:39 | 39:21  |
| 1971/72 | Regionalliga Südwest | II    | 12.   | 34:42 | 26:34  |
| 1972/73 | Regionalliga Südwest | II    | 13.   | 37:49 | 24:36  |
| 1973/74 | Regionalliga Südwest | II    | 02.   | 59:27 | 43:17  |

Der 1. FC Saarbrücken war 1963 eines der 16 Gründungsmitglieder der Bundesliga, als Tabellenletzter folgte jedoch umgehend der Abstieg. In den folgenden zehn Jahren spielten die Saarländer in der Regionalliga Südwest und erreichten vier Mal die Aufstiegsrunde zur Bundesliga, in der sie jedoch stets scheiterten. 1974 war der FCS sportlich nicht für die neu gegründete 2. Bundesliga qualifiziert, profitierte jedoch von der Lizenzverweigerung für den qualifizierten SV Alsenborn.

#### Rückkehr in die Bundesliga und letzte Saison dort (1974–1993)
| Saison  | Liga                     | Level | Platz | Tore   | Punkte |
| ------- | ------------------------ | ----- | ----- | ------ | ------ |
| 1974/75 | 2. Bundesliga Süd        | II    | 07.   | 72:52  | 41:35  |
| 1975/76 | 2. Bundesliga Süd        | II    | 01.   | 66:28  | 57:19  |
| 1976/77 | Bundesliga               | I     | 14.   | 43:55  | 29:39  |
| 1977/78 | Bundesliga               | I     | 17.   | 39:70  | 22:46  |
| 1978/79 | 2. Bundesliga Süd        | II    | 08.   | 70:58  | 41:35  |
| 1979/80 | 2. Bundesliga Süd        | II    | 05.   | 69:56  | 47:33  |
| 1980/81 | 2. Bundesliga Süd        | II    | 17.   | 43:61  | 28:48  |
| 1981/82 | Amateur-Oberliga Südwest | III   | 03.   | 81:39  | 55:25  |
| 1982/83 | Amateur-Oberliga Südwest | III   | 01.   | 124:30 | 66:10  |
| 1983/84 | 2. Bundesliga            | II    | 10.   | 61:69  | 38:38  |
| 1984/85 | 2. Bundesliga            | II    | 03.   | 70:41  | 49:27  |
| 1985/86 | Bundesliga               | I     | 17.   | 39:68  | 21:47  |
| 1986/87 | 2. Bundesliga            | II    | 15.   | 53:71  | 34:42  |
| 1987/88 | 2. Bundesliga            | II    | 13.   | 57:67  | 34:42  |
| 1988/89 | 2. Bundesliga            | II    | 03.   | 53:43  | 46:30  |
| 1989/90 | 2. Bundesliga            | II    | 03.   | 58:33  | 46:30  |
| 1990/91 | 2. Bundesliga            | II    | 05.   | 47:30  | 44:32  |
| 1991/92 | 2. Bundesliga Süd        | II    | 01.   | 52:30  | 42:22  |
| 1992/93 | Bundesliga               | I     | 18.   | 37:71  | 23:45  |

Mitte der 1970er Jahre bis Anfang der 1990er Jahre folgte die letzte Hochphase des FCS. 1976 gelang endlich die Rückkehr in die Bundesliga, in der sich der Verein zwei Jahre halten konnte. Nach mehreren Jahren in der 2. Bundesliga und dem zwischenzeitlichen Absturz in die Drittklassigkeit stieg der 1. FC Saarbrücken 1985 erneut in die Bundesliga auf. Noch als Zweitligist erreichte der Verein in der Saison 1984/85 das Halbfinale des DFB-Pokals. Am Ende der Saison 1985/86 stieg der Verein jedoch wieder in die 2. Liga ab. 1989 und 1990 qualifizierte sich der FCS als Dritter der 2. Bundesliga für die Aufstiegsspiele gegen den Drittletzten der Bundesliga und scheiterte beide Male. 1992 wurde die Mannschaft Meister der 2. Bundesliga Süd und stieg zum bislang letzten Mal in die Bundesliga auf. Erneut folgte der sofortige Wiederabstieg. Dabei gewannen die Saarbrücker keines der letzten 16 Spiele und verloren die letzten neun Spiele in Folge.

#### Finanzielle Probleme und Absturz in die Fünftklassigkeit (1993 bis 2008)
| Saison    | Liga                      | Level | Platz | Tore  | Punkte |
| --------- | ------------------------- | ----- | ----- | ----- | ------ |
| 1993/94   | 2. Bundesliga             | II    | 14.   | 58:69 | 37:39  |
| 1994/95   | 2. Bundesliga             | II    | 07.   | 45:43 | 35:33  |
| 1995/96   | Regionalliga West/Südwest | III   | 07.   | 64:48 | 55     |
| 1996/97   | Regionalliga West/Südwest | III   | 03.   | 64:38 | 61     |
| 1997/98   | Regionalliga West/Südwest | III   | 04.   | 70:43 | 59     |
| 1998/99   | Regionalliga West/Südwest | III   | 05.   | 53:38 | 53     |
| 1999/2000 | Regionalliga West/Südwest | III   | 01.   | 69:22 | 77     |
| 2000/01   | 2. Bundesliga             | II    | 08.   | 48:59 | 50     |
| 2001/02   | 2. Bundesliga             | II    | 16.   | 30:74 | 25     |
| 2002/03   | Regionalliga Süd          | III   | 06.   | 43:38 | 53     |
| 2003/04   | Regionalliga Süd          | III   | 03.   | 53:44 | 53     |
| 2004/05   | 2. Bundesliga             | II    | 12.   | 44:50 | 40     |
| 2005/06   | 2. Bundesliga             | II    | 16.   | 37:63 | 38     |
| 2006/07   | Regionalliga Süd          | III   | 15.   | 52:50 | 42     |
| 2007/08   | Oberliga Südwest          | IV    | 05.   | 70:34 | 65     |
| 2008/09   | Oberliga Südwest          | V     | 01.   | 94:23 | 81     |

1995 wurde dem Verein wegen fehlender Unterlagen die Lizenz für die 2. Bundesliga verweigert, sodass der FCS in der drittklassigen Regionalliga antreten musste. 2000 und 2004 gelang jeweils für zwei Jahre der Aufstieg in die Zweite Liga. 2006 aber begann der freie Fall; dem Abstieg in die Regionalliga folgte der Abstieg in die viertklassige Oberliga Südwest. Präsident Hartmut Ostermann und Vizepräsident Klaus Meiser traten zurück, Horst Hinschberger wurde neuer Präsident. Durch die Veränderung des Ligensystems konnten nur die ersten Vier in die Regionalliga West, die in die vierthöchste deutsche Spielklasse umgewandelt wurde, aufsteigen. Da der FCS aber nur Rang fünf belegt hatte, verblieb er in der Oberliga und spielte somit erstmals fünftklassig.

#### Gegenwart (seit 2008)
| Saison  | Liga                 | Level | Platz | Tore  | Punkte |
| ------- | -------------------- | ----- | ----- | ----- | ------ |
| 2009/10 | Regionalliga West    | IV    | 01.   | 53:33 | 69     |
| 2010/11 | 3. Liga              | III   | 06.   | 61:51 | 59     |
| 2011/12 | 3. Liga              | III   | 10.   | 61:51 | 54     |
| 2012/13 | 3. Liga              | III   | 11.   | 52:62 | 45     |
| 2013/14 | 3. Liga              | III   | 20.   | 38:63 | 32     |
| 2014/15 | Regionalliga Südwest | IV    | 02.   | 51:27 | 69     |
| 2015/16 | Regionalliga Südwest | IV    | 07.   | 48:36 | 54     |
| 2016/17 | Regionalliga Südwest | IV    | 03.   | 61:42 | 69     |
| 2017/18 | Regionalliga Südwest | IV    | 01.   | 92:32 | 82     |
| 2018/19 | Regionalliga Südwest | IV    | 02.   | 77:35 | 67     |
| 2019/20 | Regionalliga Südwest | IV    | 01.   | 52:18 | 55     |
| 2020/21 | 3. Liga              | III   | 05.   | 66:51 | 59     |
| 2021/22 | 3. Liga              | III   | 07.   | 50:44 | 53     |
| 2022/23 | 3. Liga              | III   | 05.   | 64:39 | 69     |
| 2023/24 | 3. Liga              | III   | 05.   | 60:43 | 60     |
| 2024/25 | 3. Liga              | III   | 03.   | 59:47 | 65     |

Nach dem Abstieg wurde der FCS unter Trainer Dieter Ferner in der Saison 2008/09 souverän Meister in der Oberliga Südwest und spielte damit in der Saison 2009/10 in der viertklassigen Regionalliga West. Dort wurde die Mannschaft nach schwachem Saisonstart überraschend Meister und konnte sich den Aufstieg in die 3. Liga sichern. Dort übernahm Jürgen Luginger den Trainerposten, da Dieter Ferner nicht die nötige Lizenz besaß. Saarbrücken beendete die Saison 2010/11 auf dem sechsten Tabellenplatz und stellte gleich zwei Ligarekorde auf, nämlich mit dem 7:0-Auswärtserfolg beim FC Carl Zeiss Jena den höchsten Sieg in der 3. Liga und mit neun gewonnenen Partien in Folge (30.–38. Spieltag) die längste Siegesserie. Am 4. August 2013 besiegte der FCS in der ersten Runde des DFB-Pokals den Bundesligisten Werder Bremen mit 3:1; es war der erste Auftaktsieg im Pokal seit 2007. Der Start in die Saison 2013/14 misslang jedoch und es folgte am 5. September 2013 nach einer 2:3-Heimniederlage gegen den 1. FC Heidenheim die Trennung von Cheftrainer Luginger. Sein Nachfolger wurde am 13. September der Kroate Milan Šašić, der bis Oktober 2011 Cheftrainer des MSV Duisburg war. Am 10. Februar 2014 trat Šašić nach fünf Niederlagen in Folge zurück, Nachfolger wurde der ehemalige Co-Trainer Fuat Kılıç. Doch auch unter ihm gelang die Rettung nicht mehr. Bereits zwei Spieltage vor Saisonende stand Saarbrücken als Absteiger in die Regionalliga fest. In der Regionalliga Südwest 2014/15 wurde der 1. FC Saarbrücken Tabellenzweiter, scheiterte in den Aufstiegsspielen jedoch an den Würzburger Kickers. Der Vertrag mit Trainer Kılıç wurde daraufhin aufgelöst.
Neuer Trainer wurde am 1. Juli 2015 Falko Götz. Am 2. März 2016 erklärte Götz seinen Rücktritt, Cheftrainer wurde der bisherige Co-Trainer Taifour Diane. Seit dem 18. Mai 2016 war Dirk Lottner Trainer des 1. FC Saarbrücken. Er unterschrieb einen Vertrag bis zum 30. Juni 2018, der im Mai 2018 um zwei weitere Jahre verlängert wurde. Während Lottners Amtszeit wurden mit dem Gewinn der Meisterschaft in der Regionalliga Südwest 2017/18 nach 2014/15 erneut die Aufstiegsspiele zur dritten Liga erreicht, jedoch gingen diese gegen den TSV 1860 München verloren. Die Saison 2018/19 beendete man auf dem 2. Platz mit 21 Punkten Rückstand auf den Meister Mannheim.
In der Saison 2019/20 wurde Dirk Lottner nach einer Niederlage beim TSV Steinbach Haiger am 19. Spieltag entlassen. Zu diesem Zeitpunkt hatte der 1. FC Saarbrücken wettbewerbsübergreifend von den letzten 10 Spielen 8 gewonnen und stand auf dem 1. Tabellenplatz, wobei sich der Punktevorsprung von zwischenzeitlich 8 auf 2 Zähler reduziert hatte. Zum 1. Januar 2020 wurde Lukas Kwasniok neuer Cheftrainer. Außerdem zog der FCS nach Siegen gegen den Zweitligisten Jahn Regensburg, den Bundesligisten 1. FC Köln, den Zweitligisten Karlsruher SC und den Bundesligisten Fortuna Düsseldorf im DFB-Pokal 2019/20 als erster Viertligaklub in der Wettbewerbsgeschichte ins Halbfinale ein. Dort schied das Team gegen Bayer 04 Leverkusen aus. Nachdem die Meisterschaft nach dem 23. Spieltag aufgrund der COVID-19-Pandemie unterbrochen und Ende Mai 2020 abgebrochen worden war, wurde die Quotientenregel zur Tabellenberechnung angewandt. Saarbrücken wurde als quotientenstärkstem Teilnehmer die Meisterschaft zuerkannt und als Südwest-Aufsteiger in die 3. Liga gemeldet.
Im DFB-Pokal 2023/24 besiegte der 1. FC Saarbrücken in der ersten Runde den Zweitligisten Karlsruher SC mit 2:1 und warf in der zweiten Runde den FC Bayern München – ebenfalls mit 2:1 – aus dem Wettbewerb. Im Achtelfinale warfen die Saarbrücker dann mit 2:0 den Bundesligisten Eintracht Frankfurt aus dem Pokal. Im Viertelfinale gewannen sie gegen Borussia Mönchengladbach mit 2:1 im Nachholspiel am 12. März 2024 zum dritten Mal in der laufenden Pokalsaison gegen einen Bundesligisten. Der Gegner im Halbfinale am 2. April war der Zweitligist 1. FC Kaiserslautern; das Spiel ging mit 0:2 verloren.

## Erfolge

### Meisterschaften
- Süddt. Liga Bezirk Rheinhessen/Saar: 1925, 1926
- Süddt. Liga Bezirk Rhein/Saar Gruppe Saar: 1928
- Gau 13 Südwest Bezirk Saar Bezirksklasse Saar: 1935
- Gauliga Südwest Gruppe Saarpfalz: 1941
- Gaumeister Westmark: 1943, 1944
- Inoffizieller Meister 2. Division in Frankreich: 1948/49
- Meister Oberliga Südwest: 1946, 1952, 1961, 1983, 2009
- Meister der Ehrenliga Saarland: 1951 (zweite Mannschaft)
- Meister der Regionalliga Südwest: 1965
- Meister 2. Bundesliga Süd: 1976, 1992
- Meister der Regionalliga West/Südwest: 2000 (drittklassig)
- Meister der Oberliga Südwest 2009 (fünftklassig)
- Meister der Regionalliga West: 2010 (viertklassig)
- Meister der Regionalliga Südwest: 2018, 2020 (viertklassig)

### Vize-Meisterschaften
- A1-Klasse Westkreis Bezirk III Saar- und Moselgau: 1914
- Süddt. Liga 1 Klasse Gruppe 3 Saarkreis: 1923
- Süddt. Liga Bezirk Rheinhessen/Saar: 1927
- Süddt. Liga Bezirk Rhein/Saar Gruppe Saar: 1932
- Gau 13 Südwest Bezirk Saar Bezirksklasse West: 1934
- Deutscher Vizemeister: 1943, 1952
- Ehrenklasse Saar Gruppe 1: 1947
- Oberliga Südwest – Nordgruppe: 1948
- Oberliga Südwest: 1952, 1957, 1960, 1961
- Regionalliga Südwest: 1966, 1967, 2015

### Pokale
- Saarlandpokalsieger: 1997, 1998, 1999, 2000, 2002, 2004, 2011, 2012, 2013, 2017, 2019, 2024
- Internationaler Saarlandpokal: 1950
- Teilnahme Europapokal der Landesmeister: 1955
- DFB-Pokal-Halbfinale: 1957, 1958, 1985, 2020, 2024

### Ligazugehörigkeit seit 1951
- 17 Jahre erstklassig (1951/52–1963/64, 1976/77–1977/78, 1985/86, 1992/93)
- 29 Jahre zweitklassig (1964/65–1975/76, 1978/79–1980/81, 1983/84–1984/85, 1986/87–1991/92, 1993/94–1994/95, 2000/01–2001/02, 2004/05–2005/06)
- 17 Jahre drittklassig (1981/82–1982/83, 1995/96–1999/00, 2002/03–2003/04, 2006/07, 2010/11–2013/14, seit 2020/21)
- 08 Jahre viertklassig (2007/08, 2009/10, 2014/15–2019/2020)
- 01 Jahr fünftklassig (2008/09)

## Personalien

### Kader der Drittliga-Mannschaft 2025/26
- Stand: 2. August 2025[5]

| Nr.        | Nat.         | Spieler              | Geburtsdatum       | beim FCS seit | letzter Verein          |     |     |
| Tor        | Tor          | Tor                  | Tor                | Tor           | Tor                     | Tor | Tor |
| ---------- | ------------ | -------------------- | ------------------ | ------------- | ----------------------- | --- | --- |
| 01         | Deutschland  | Tim Paterok          | 5. August 1992     | 2022          | VfR Aalen               |     |     |
| 13         | Deutschland  | Phillip Menzel       | 18. August 1998    | 2024          | SK Austria Klagenfurt   |     |     |
| 21         | Deutschland  | Jonas Nickisch       | 21. Mai 2004       | 2025          | 1. FC Köln II           |     |     |
| 35         | Deutschland  | David Mutter         | 5. Mai 2005        | 2020          | FK Pirmasens [Jugend]   |     |     |
| Abwehr     |              |                      |                    |               |                         |     |     |
| 02         | Deutschland  | Philip Fahrner       | 2. Januar 2003     | 2024          | SC Freiburg II          |     |     |
| 04         | Deutschland  | Sven Sonnenberg      | 19. Januar 1999    | 2024          | Heracles Almelo         |     |     |
| 07         | Deutschland  | Calogero Rizzuto     | 5. Januar 1992     | 2021          | FC Erzgebirge Aue       |     |     |
| 08         | Deutschland  | Manuel Zeitz         | 1. August 1990     | 2016          | Energie Cottbus         |     |     |
| 18         | Deutschland  | Lasse Wilhelm        | 20. März 2003      | 2024          | 1. FSV Mainz 05 II      |     |     |
| 27         | Schweiz      | Joel Bichsel         | 4. März 2002       | 2024          | BSC Young Boys          |     |     |
| 28         | Deutschland  | Niko Bretschneider   | 10. August 1999    | 2025          | Energie Cottbus         |     |     |
| 32         | Deutschland  | Robin Bormuth        | 19. September 1995 | 2025          | Karlsruher SC           |     |     |
| 33         | Deutschland  | Till Schumacher      | 10. Dezember 1997  | 2024          | SK Austria Klagenfurt   |     |     |
| Mittelfeld |              |                      |                    |               |                         |     |     |
| 05         | Deutschland  | Elijah Krahn         | 24. August 2003    | 2024          | Hamburger SV            |     |     |
| 06         | Deutschland  | Patrick Sontheimer   | 3. Juli 1998       | 2023          | Viktoria Köln           |     |     |
| 10         | Deutschland  | Kasim Rabihić        | 24. Februar 1993   | 2022          | SC Verl                 |     |     |
| 11         | Deutschland  | Maurice Multhaup     | 15. Dezember 1996  | 2024          | Eintracht Braunschweig  |     |     |
| 19         | Griechenland | Sebastian Vasiliadis | 4. Oktober 1997    | 2024          | Hansa Rostock           |     |     |
| 20         | Deutschland  | Florian Pick         | 8. September 1995  | 2025          | Preußen Münster         |     |     |
| 23         | Albanien     | Tim Civeja           | 4. Januar 2002     | 2023          | FC Augsburg             |     |     |
| 31         | Deutschland  | Richard Neudecker    | 29. Oktober 1996   | 2022          | TSV 1860 München        |     |     |
| Sturm      |              |                      |                    |               |                         |     |     |
| 09         | Deutschland  | Kai Brünker          | 10. Juni 1994      | 2023          | 1. FC Magdeburg         |     |     |
| 17         | Deutschland  | Rodney Elongo-Yombo  | 27. Juli 2001      | 2025          | Borussia Dortmund II    |     |     |
| 24         | Deutschland  | Luca Wollschläger    | 8. Februar 2003    | 2025          | Hertha BSC              |     |     |
| 25         | Frankreich   | Amine Naïfi          | 19. Dezember 1999  | 2023          | FC Differdingen 03      |     |     |
| 26         | Frankreich   | Amine Groune         | 5. September 1997  | 2025          | US Thionville Lusitanos |     |     |
| 30         | Deutschland  | Dominic Baumann      | 24. April 1995     | 2025          | SV Sandhausen           |     |     |
| 39         | Deutschland  | Patrick Schmidt      | 10. September 1993 | 2023          | FC Ingolstadt 04        |     |     |

### Transfers der Saison 2025/26
- Stand: 31. Juli 2025

| Zugänge     | Zugänge             | Zugänge                 |
| Zeitpunkt   | Spieler             | Abgebender Verein       |
| ----------- | ------------------- | ----------------------- |
| Sommer 2025 | Dominic Baumann     | SV Sandhausen           |
| Sommer 2025 | Robin Bormuth       | Karlsruher SC           |
| Sommer 2025 | Niko Bretschneider  | Energie Cottbus         |
| Sommer 2025 | Rodney Elongo-Yombo | Borussia Dortmund II    |
| Sommer 2025 | Amine Groune        | US Thionville Lusitanos |
| Sommer 2025 | Jonas Nickisch      | 1. FC Köln II           |
| Sommer 2025 | Florian Pick        | Preußen Münster         |
| Sommer 2025 | Luca Wollschläger   | Hertha BSC II           |

| Abgänge     | Abgänge                | Abgänge                      |
| Zeitpunkt   | Spieler                | Aufnehmender Verein          |
| ----------- | ---------------------- | ---------------------------- |
| Sommer 2025 | Dominik Becker         | Vertragsende; Ziel unbekannt |
| Sommer 2025 | Stefan Feiertag        | FC Blau-Weiß Linz (Leihende) |
| Sommer 2025 | Chafik Gourichy        | US Thionville Lusitanos      |
| Sommer 2025 | Julian Günther-Schmidt | FC Erzgebirge Aue            |
| Sommer 2025 | Florian Krüger         | K Beerschot VA (Leihende)    |
| Sommer 2025 | Jacopo Sardo           | AC Monza                     |
| Sommer 2025 | Simon Stehle           | SV Wehen Wiesbaden           |
| Sommer 2025 | Bjarne Thoelke         | Vertragsende; Ziel unbekannt |
| Sommer 2025 | Boné Uaferro           | Vertragsende; Ziel unbekannt |

### Trainerstab der Saison 2025/26
| Funktion        | Name            |
| --------------- | --------------- |
| Cheftrainer     | Alois Schwartz  |
| Co-Trainer      | Bernd Heemsoth  |
| Torwarttrainer  | Heinz Böhmann   |
| Torwarttrainer  | Michael Weirich |
| Athletiktrainer | Christoph Fuhr  |

### Nationalspieler
Folgende Spieler trugen während ihrer Zeit beim 1. FC Saarbrücken das Trikot der deutschen Fußballnationalmannschaft:
- Edmund Conen – 14 (+14) Länderspiele
- Wilhelm Sold – 6 (+6) Länderspiele
- Heinz Vollmar – 5 (+7) Länderspiele

Die Zahl in Klammern gibt weitere Länderspiele an, die die Spieler bei anderen Vereinen absolviert haben.
Außerdem spielten 20 Spieler des 1. FC Saarbrücken für die saarländische Fußballnationalmannschaft.

### Weitere bekannte ehemalige Spieler
- Jovan Aćimović
- Jonathan Akpoborie
- Stephan Beckenbauer
- Manfred Bender
- Marc Berdoll
- Herbert Binkert
- Michael Blättel
- Andreas Brehme
- Sambo Choji
- Felix Dausend
- Peter Eich
- Dieter Ferner
- Bernd Förster
- Mike Frantz
- Wenanty Fuhl
- Adriano Grimaldi
- Julian de Guzmán
- Uwe Haas
- Eugen Hach
- Mustapha Hadji
- Karsten Hutwelker
- Jonathan Jäger
- Etepe Kakoko
- Werner Lorant
- Felix Magath
- Enver Marina
- Herbert Martin
- Dieter Müller
- Christiaan Pförtner
- Michael Preetz
- Mahir Sağlık
- Norbert Schlegel
- Peter Schmidt
- Egon Schmitt
- Artur Schneider
- Wolfgang Seel
- Roland Stegmayer
- Thomas Stratos
- Thomas Winklhofer
- Philipp Wollscheid
- Wolfram Wuttke
- Eric Wynalda
- Anthony Yeboah
- Marc Ziegler
- Nico Zimmermann

### Rekordspieler
Die angegebenen Werte wurden innerhalb der jeweiligen Spielerkarriere und nicht ausschließlich für den 1. FC Saarbrücken erreicht.
Meiste Pflichtspieltore
Stand: 30. Mai 2020
| Rang | Spieler         | Tore | Spiele |
| ---- | --------------- | ---- | ------ |
| 1.   | Herbert Martin  | 225  | 302    |
| 2.   | Herbert Binkert | 117  | 190    |
| 3.   | Emil Poklitar   | 111  | 143    |
| 4.   | Sambo Choji     | 087  | 193    |
| 5.   | Michael Blättel | 082  | 172    |

Meiste Bundesligatore
Stand: 30. Mai 2020
| Rang | Spieler            | Tore | Spiele |
| ---- | ------------------ | ---- | ------ |
| 1.   | Roland Stegmayer   | 19   | 52     |
| 2.   | Dieter Krafczyk    | 14   | 28     |
| 3.   | Harry Ellbracht    | 12   | 58     |
| 4.   | Rainer Schönwälder | 11   | 24     |
| 5.   | Eric Wynalda       | 09   | 32     |

Meiste Zweitligatore
Stand: 30. Mai 2020
| Rang | Spieler          | Tore | Spiele |
| ---- | ---------------- | ---- | ------ |
| 1.   | Norbert Schlegel | 37   | 2080   |
| 2.   | Anthony Yeboah   | 26   | 65     |
| 3.   | Michael Blättel  | 24   | 63     |
| 4.   | Sambo Choji      | 23   | 47     |
| 5.   | Henrich Benčík   | 20   | 61     |

Meiste Drittligatore
Stand: Saisonende 2022/23
| Rang | Spieler                | Tore | Spiele |
| ---- | ---------------------- | ---- | ------ |
| 1.   | Marcel Ziemer          | 35   | 82     |
| 2.   | Sebastian Jacob        | 26   | 73     |
| 3.   | Julian Günther-Schmidt | 22   | 89     |
| 4.   | Adriano Grimaldi       | 20   | 57     |
| 5.   | Nicklas Shipnoski      | 15   | 33     |

### Trainer
| Amtszeit              | Trainer                      |
| --------------------- | ---------------------------- |
| ..00001954–..00001955 | Hans Tauchert                |
| ..00001956–..00001958 | Hans Pilz                    |
| ..00001959–..00001961 | Jenő Csaknády                |
| ..00001963–..00001964 | Helmut Schneider             |
| ..00001965            | Jupp Derwall                 |
| ..00001965–..00001967 | Bernd Oles                   |
| ..00001967            | Alfred Pelke                 |
| ..00001968–..00001972 | Milan Nikolić                |
| ..00001972–..00001973 | Otto Rehhagel                |
| ..00001973–..00001974 | Herbert Binkert              |
| ..00001974–..00001976 | Slobodan Cendic              |
| 19.10.1976–24.10.1976 | Bernd Stöber                 |
| 25.10.1976–21.02.1978 | Manfred Krafft               |
| 22.02.1978–30.06.1978 | Hans Tilkowski               |
| 01.07.1978–15.10.1978 | Hans Cieslarczyk             |
| 01.07.1979–30.06.1981 | Slobodan Cendic              |
| 29.03.1982–11.04.1986 | Uwe Klimaschefski            |
| 12.04.1986–30.06.1986 | Walter Müller, Wolfgang Seel |
| 01.07.1986–.0005.1987 | Otto Luttrop                 |
| 01.07.1987–30.06.1988 | Werner Fuchs                 |
| 13.10.1988–22.04.1991 | Klaus Schlappner             |
| 22.04.1991–30.06.1991 | Dieter Ferner                |
| 01.07.1991–30.06.1993 | Peter Neururer               |
| 01.07.1992–30.06.1993 | Rüdiger Abramczik            |
| 01.07.1993–16.04.1994 | Fritz Fuchs                  |
| 17.04.1994–30.06.1994 | Gerd Warken                  |
| 01.07.1994–04.03.1995 | Reiner Hollmann              |
| 05.03.1995–30.06.1997 | Klaus Scheer                 |
| 01.07.1997–15.09.1998 | Dirk Karkuth                 |

| Amtszeit              | Trainer                 |
| --------------------- | ----------------------- |
| 15.09.1998–05.05.1999 | Ulrich Sude             |
| 06.05.1999–30.06.1999 | Gerd Warken             |
| 01.07.1999–29.11.2000 | Klaus Toppmöller        |
| 05.12.2000–21.08.2001 | Thomas von Heesen       |
| 24.08.2001–17.01.2002 | Heribert Weber          |
| 18.01.2002–30.06.2002 | Thomas Dooley           |
| 01.07.2002–05.11.2003 | Horst Ehrmantraut       |
| 10.11.2003–24.04.2004 | Eugen Hach              |
| 24.04.2004–23.08.2005 | Horst Ehrmantraut       |
| 23.08.2005–31.08.2005 | Fritz Fuchs             |
| 31.08.2005–03.05.2006 | Rudi Bommer             |
| 03.05.2006–15.06.2006 | Didier Philippe         |
| 15.06.2006–30.10.2006 | Michael Henke           |
| 30.10.2006–03.06.2007 | Didier Philippe         |
| 13.06.2007–10.01.2008 | Michael Krüger          |
| 10.01.2008–03.06.2008 | Alfred Kaminski         |
| 03.06.2008–30.06.2010 | Dieter Ferner           |
| 01.07.2010–05.09.2013 | Jürgen Luginger         |
| 05.09.2013–13.09.2013 | Bernd Eichmann          |
| 13.09.2013–10.02.2014 | Milan Šašić             |
| 10.02.2014–20.06.2015 | Fuat Kılıç              |
| 20.06.2015–30.06.2015 | Martin Forkel (interim) |
| 01.07.2015–02.03.2016 | Falko Götz              |
| 03.03.2016–18.05.2016 | Taifour Diane           |
| 18.05.2016–02.12.2019 | Dirk Lottner            |
| 02.12.2019–01.01.2020 | Marcus Mann (interim)   |
| 01.01.2020–30.06.2021 | Lukas Kwasniok          |
| 01.07.2021–10.10.2022 | Uwe Koschinat           |
| 11.10.2022–21.04.2025 | Rüdiger Ziehl           |
| seit 22.04.2025       | Alois Schwartz          |

## Frauenfußball
1997 trat die Frauenfußballabteilung des VfR 09 Saarbrücken geschlossen zum 1. FC Saarbrücken über. Nach mehreren Jahren im Mittelfeld der Tabelle stieg die Mannschaft 2002 ab. In den folgenden Jahren wurden die Saarbrückerinnen zu einer Fahrstuhlmannschaft zwischen Erst- und Zweitklassigkeit. 2008 erreichte die Mannschaft das DFB-Pokalfinale, das nach einer 1:0-Führung mit 1:5 gegen den 1. FFC Frankfurt verloren wurde. Nach dem letzten Bundesligaabstieg im Jahr 2011 spielte die Frauenmannschaft für zehn Jahre in der 2. Bundesliga, ehe sie 2021 in die drittklassige Regionalliga Südwest abstieg. Die Frauenmannschaft trägt ihre Spiele im Stadion Kieselhumes aus.
Mit Patricia Brocker, Susanne Messner, Eva Minor, Nicole Müller und Miriam Scheib stellte der 1. FC bzw. VfR 09 fünf deutsche Nationalspielerinnen. Ferner brachte der Verein mit Josephine Henning, Nadine Keßler und Dzsenifer Marozsán drei weitere Nationalspielerinnen hervor.

## Weitere Abteilungen

### Tischtennis
Die Tischtennisabteilung gehörte 1966 zu den Gründungsmitgliedern der Bundesliga, stieg allerdings 1968 ab. Von 1973 bis 1977 gelang eine zwischenzeitliche Rückkehr. Nachdem der ATSV Saarbrücken die regionale Führung im saarländischen Tischtennis übernommen hatte, wurde der 1. FC Saarbrücken in den 1990er Jahren wieder zur Nummer eins. 2004 gelang der Aufstieg in die 2. Bundesliga, dem fünf Jahre später die Rückkehr in die Bundesliga folgte.
Am 29. April 2011 gründete die Tischtennis-Abteilung unter dem Namen 1. FC Saarbrücken-Tischtennis (1. FCSTT) einen eigenständigen Verein. Das Spieljahr 2011/12 wurde zur bislang erfolgreichsten Saison in der Vereinsgeschichte. Im DTTB-Pokal gewann der 1. FC Saarbrücken-Tischtennis den Titel des deutschen Pokalsiegers, in der Champions League wurde das Halbfinale erreicht, in der 1. Bundesliga (TTBL) holte man die Meisterschaft (Platz 1 mit 30:6 Punkten) und in den Playoffs wurde man deutscher Vizemeister.
In der DTTL fanden die Spiele jahrelang in der STTB-Tischtennishalle in St. Ingbert statt. Mittlerweile spielt der Verein in der Joachim-Deckarm-Halle in Saarbrücken.